# Clara Thalmann
Clara Thalmann   (Basilea, 24 de setembre de 1908 - Niça, 27 de gener de 1987) fou una periodista, atleta i miliciana suïssa, que va venir a la península Ibèrica per lluitar contra el cop d'estat de Francisco Franco i altres militars a la Guerra Civil espanyola.
Nascuda a Basilea, es va unir al Partit Comunista de Suïssa a una edat primerenca, però ràpidament va desenvolupar simpaties pel trotskisme i l'anarcosindicalisme, cosa que va provocar la seva expulsió del partit. Juntament amb el seu marit, Paul Thalmann, va anar a Barcelona per participar en l'Olimpíada Popular com a nedadora. Quan va esclatar la Guerra Civil espanyola, es va unir a la Columna Durruti i va lluitar al front d'Aragó. Després de sentir-se decebuda amb els anarquistes de la columna, es va unir a les milícies del Partit Obrer d'Unificació Marxista (POUM), amb les quals va combatre durant els Fets de Maig de 1937.
Després de ser arrestada i empresonada per funcionaris comunistes, va fugir a França, on va ajudar a amagar refugiats jueus durant la Segona Guerra Mundial. Després de la guerra, va donar suport a diverses causes polítiques, però finalment es va allunyar de l'activisme polític durant aproximadament una dècada, traslladant-se a la Costa Blava per obrir una casa de convidats. Allà, ella i el seu marit van donar suport als estudiants activistes de la Nova Esquerra Francesa i van escriure les seves memòries sobre la Guerra Civil espanyola. La Clara mateixa va tornar a Espanya després de la transició espanyola i va revisitar els llocs on havia lluitat, reflexionant sobre els esdeveniments en què havia participat abans de la seva mort el 1987.

## Biografia
Clara Ensner va néixer a Basilea el 1908. A una edat primerenca, es va unir al Partit Comunista de Suïssa, tot i que el 1925 ja estava trencant amb la línia del partit pel seu suport a l'oposició de Lev Trotski. També va desenvolupar simpaties per l'anarcosindicalisme espanyol, a causa del seu programa radical que va anar més enllà en les seves propostes revolucionàries que el socialisme soviètic. El 1928 va conèixer Paul Thalmann, el seu futur marit, a través de la publicació Basler Volwarts. Van ser expulsats del partit comunista l'any següent. Junts, Thalmann i Ensner es van fer coneguts com una "parella revolucionària" exemplar, posant èmfasi en la igualtat de gènere entre ells i treballant junts cap als seus objectius polítics. En aquest moment, va desenvolupar la passió per la natació i es va unir al Club de Natació dels Treballadors Suïssos (en alemany: Schweizerischer Arbeiterschwimmclub).

### Cop d'Estat i Guerra Civil
El 1936 Clara Thalmann va viatjar a Barcelona per a l'Olimpíada Popular, on tenia la intenció de competir com a nedadora. Quan es produí el cop d'estat i el posterior esclat de la Guerra Civil espanyola, es van cancel·lar els esdeveniments programats, i Clara Thalmann es va trobar lluitant a les barricades durant la Batalla de Barcelona. Ja simpatitzant de l'esquerra antistalinista, es va unir al Partit Obrer d'Unificació Marxista (POUM) i va ajudar a produir les seves emissions en llengua alemanya.
Després va intentar anar a lluitar al front però només li van oferir treball d'oficina primer i després com a infermera. Va rebutjar ambdues opcions però va tenir la sort de conèixer Andreu Nin a qui va demanar que la deixessin lluitar. Així és com va aconseguir allistar-se amb els anarcosindicalistes de la Columna Durruti i anar a lluitar al front d'Aragó. Segons el seu marit, la Clara va navegar pel caòtic període dels primers mesos de la guerra amb relativa facilitat. Ràpidament va establir contacte amb altres voluntaris antifeixistes europeus, formant el Grup Internacional de la Columna Durruti. Va ser una de les poques dones estrangeres que van lluitar al front, on s'estima que el 2% dels combatents de primera línia a les milícies confederals eren dones. Més tard, va escriure que "difícilment es considerava una pionera o fins i tot una feminista."
Aviat es va desencantar amb les lluites internes que va observar entre les files dels anarquistes espanyols, i es va sentir més atreta pels comunistes, que veia més organitzats. A principis de 1937, va deixar la Columna Durruti i va intentar unir-se a les Brigades Internacionals, però va ser rebutjada pel comandament de la brigada, que va declarar que les dones "no tenien lloc en un exèrcit professional". Ràpidament va tornar a la Columna Durruti, però va descobrir que, en la seva absència, les dones havien estat expulsades de les seves files. Tot i això, la seva experiència en combat li va permetre romandre a la primera línia, fins i tot quan altres dones voluntàries van ser denegades la mateixa oportunitat per vot dels milicians homes.
A l'abril de 1937, va tornar a aproximar-se al POUM, unint-se al Batalló de Xoc del partit durant un curt període. Després, va centrar la seva atenció en els conflictes sectaris entre les diverses faccions trotskistes, ajudant a establir bones relacions entre el POUM i els refugiats antifeixistes italians, que estaven en gran part organitzats al voltant dels bolxevics-leninistes. També va conèixer el l'Agrupació dels Amics de Durruti, que ella afirmava que estava sota la direcció del trotskista alemany Hans Freund (també conegut com a "Moulin"). Víctor Alba i Stephen Schwartz van qüestionar la validesa d'aquesta afirmació, afirmant que era motivada per una "incredulitat trotskista" en l'agència dels anarquistes per actuar sense intervenció marxista i assenyalant la seva alineació amb acusacions estalinistes similars contra el grup.
Durant els Fets de Maig de 1937, Clara es va veure immersa en els combats contra la Guàrdia d'Assalt, trobant-se en un terrat amb altres membres de la milícia del POUM davant el teatre Poliorama, incloent el periodista anglès George Orwell. Després de la victòria de les forces del govern republicà, Thalmann i el seu marit van romandre uns dies amagats fins que intenten fugir del país en un vaixell que anava cap a França, però van ser capturats i empresonats pel Partit Comunista d'Espanya (PCE) a la Txeca del Portal de l'Angel. Van ser acusats de ser espies i treballar per la Gestapo. A la presó, es cantaven mútuament cançons populars suïsses, però canviaven certs versos per informar-se sobre el que els interrogaven. Els tribunals suïssos també van condemnar Clara a una pena de presó, després de jutjar-la in absentia per reclutar suïssos per lluitar a Espanya. Després d'una apel·lació de la Internacional Obrera i Socialista, la parella va ser alliberada de la presó espanyola i va decidir fugir a França.

### Segona Guerra Mundial
Després de l'esclat de la Segona Guerra Mundial i la posterior ocupació nazi de França, Clara no va voler unir-se a cap unitat armada per intentar mantenir-se fora de problemes, negant-se així a unir-se oficialment a la Resistència francesa a causa de la seva decepció pel col·lapse de l'antifeixisme a Espanya. No obstant això, encara va participar en actes individuals de resistència, sobretot ajudant a amagar els refugiats jueus a París.

### Vida posterior
Després de la guerra, els Thalmann van donar suport a la causa del nacionalisme algerià i van agitar contra el règim totalitari del estalinisme a la Unió Soviètica. Eventualment es van sentir desil·lusionats per ambdós bàndols de la Guerra Freda i van renunciar a l'activitat política. El 1953, es van traslladar a la Riviera Francesa, on van comprar un terreny a prop de Niça. Allà van establir la "casa d'hostes Serena", que formava una comunitat igualitària. Amb el desenvolupament de la contracultura dels anys 60, els Thalmann van tornar a l'activisme, treballant amb els estudiants activistes de la Nova Esquerra.
En la seva vida posterior, van contribuir a documentals sobre les seves vides i van publicar les seves memòries personals, que es van publicar poc abans de la mort de Paul Thalmann el 1980. La veracitat de moltes de les afirmacions fetes a les seves memòries va ser qüestionada per Víctor Alba i Stephen Schwartz, que van aconsellar precaució quan es llegeixen com a font primària. Quan Burnett Bolloten va preguntar a la mateixa Clara sobre les afirmacions del seu marit que membres "de dretes" del POUM havien afusellat trotskistes, ella va afirmar no tenir coneixement d'aquestes execucions.
Després de la transició espanyola, l'any 1983, Clara Thalmann i l'anarquista alemany Augustin Souchy van viatjar de nou a Espanya i van revisitar els llocs on havien lluitat durant la Guerra Civil Espanyola. L'any següent, va expressar el seu pesar pels excessos del Terror Roig a Espanya, especialment en desacord amb les execucions de monges que van resultar de l'esclat de violència al començament de la guerra. Després de tornar del seu viatge, Clara Thalmann va morir a Niça el 1987.

## Obra publicada
- Thalmann, Clara; Thalmann, Paul. Revolution für die Freiheit Stationen e. polit. Kampfes Moskau, Madrid, Paris (en alemany). 2.  Hamburg: Verlag Association, 1977. ISBN 978-3-880320-46-8. OCLC 256628548.[34]
- Thalmann, Clara; Thalmann, Paul. Combats pour la liberté, Moscou, Madrid, Paris (en francès).  París: Spartacus, 1983. ISBN 978-2-902963-00-3. OCLC 28835323.[35]
- Thalmann, Clara; Souchy, Augustin. Die lange Hoffnung. Erinnerungen an ein anderes Spanien (en alemany).  Grafenau, Bavaria: Trotzdem-Verlag, 1985. ISBN 978-3-922209-54-6. OCLC 230821451.[3]